# 中国大陆禁摩

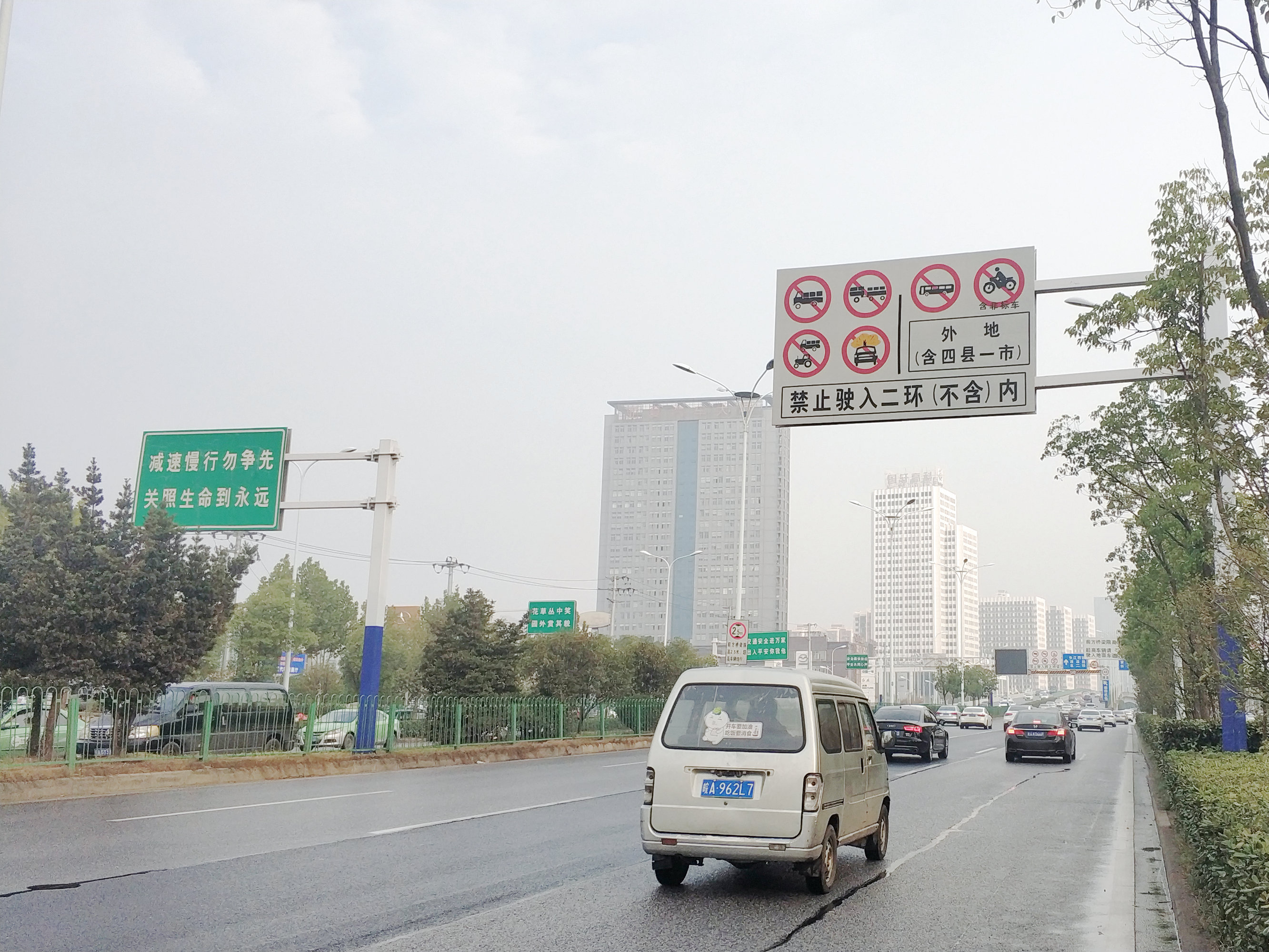
安徽省合肥市二环内禁摩的路牌

禁摩，也称限摩，指城市颁布道路交通安全条例，在城市指定区域、时间内禁止摩托车行驶，同时禁止摩托车注册登记。需要指出的是，在中国大陆境内，其经常以“禁摩限电”为关键词而被各路媒体报道。根据中国摩托车商会2019年7月的数据，中国大陆地区约有190个城市禁摩。

## 发展历程
在中国大陆，北京市最早在1985年发布了限制摩托车通行的公告。2000年之后，中国各大省会城市陆续出台了相关措施，或是停发牌照，或是分区域限行，2002年开始，杭州市和武汉市禁摩。2002年底，中华人民共和国交通部要求摩托车上路需要持有驾驶证。2022年8月，成都市公安局交通管理局再次发布摩托车禁行通告。

## 禁摩原因
中国大陆相关部门认为，摩托车安全性能低；摩托车扰乱交通秩序，造成交通拥堵；摩托车污染大；最主要的原因还是担心如果摩托车数量一直增加，会影响城市GDP的快速增长，会影响市国资委的资金投资能力，会导致公安交管局没能力管理，等等。在20世纪七八十年代，由于当时的技术所限，二冲程摩托车具有污染大、噪音大的缺点，成为导致禁摩的原因之一。但也有部分人认为，由于汽车的GDP远大于摩托车的GDP，限制摩托车上路可以在一定程度上带动经济发展。
- 社会治安。摩托车是灵活的交通工具，机动性强，方便穿州过省。驾驶摩托车抢劫犯罪等行为过去在中国大陆长期存在，犯罪分子驾驶摩托车容易避开监控。遇到关卡检查容易掉头绕路走，增加了社会治安风险。
- 安全问题。相比汽车，摩托车驾驶员总体违反交通规则更频繁，同时摩托车防护能力远差于汽车。极大提升了驾驶员的安全风险。为减少群众伤亡，有必要限制摩托车在市区行驶。
- 城市治理。市区摩托车扰民是一直以来困扰市民的问题。长期以来大排量摩托车凌晨“炸街”行为屡禁不绝。民怨长期存在，禁止或限制摩托车在市区特定时段行驶已经成为民意。

## 反对禁摩
对于众多城市的禁摩，反对的声音一直存在。摩托车所带来的安全、秩序、污染等问题，汽车同样也存在。部分人认为，此措施与中华人民共和国宪法的法律条文相抵触。

## 解除禁摩
西安市的禁摩令始于2000年。2017年11月23日，西安市政府官方网站发布《西安市人民政府关于规范性文件清理结果的决定》附件4，公布了宣布失效的市政府及市政府办公厅规范性文件目录91件。其中第5件名为《西安市人民政府关于加强道路交通秩序综合治理的通告》，也就是市民俗称的“禁摩令”。随着西安禁摩政策取消，临近的咸阳市也取消了禁摩政策。
近期，禁摩已满10年的合肥市也传出解除禁摩的消息。
2025年5月27日，半月谈刊文《从“禁摩”“限摩”到“解禁” ，寻找公路文明的最优解》。澎湃新闻引用半月谈文章部分内容并刊文《西宁、大连今年相继“解禁”摩托车，还在“禁摩”的城市有哪些？》。
2025年6月11日，央视新闻微信公众号刊文《多城解除“禁摩令”，新考题来了》。

## 中国禁摩地图
根据中国摩托车商会2019年7月的数据，中国大陆地区约有190个城市禁摩。来自网络的汇总信息，建立《中国大陆禁摩（限摩）地图》表格（持续更新）：
| 华北地区 | 北京市           | 含密云区、大兴新城                                                                                             |
| 华北地区 | 天津市           | 全市 |
| 华北地区 | 河北省           | 石家庄、秦皇岛市、邯郸市、唐山市、承德市                                                                       |
| 华北地区 | 山西省           | 忻州市、 |
| 华北地区 | 内蒙古自治区     | 呼和浩特市、包头市                                                                                             |
| 东北地区 | 辽宁省           | 沈阳市、大连市、丹东市、抚顺市、本溪市、锦州市、阜新市                                                         |
| 东北地区 | 吉林省           | 长春市、吉林市                                                                                                 |
| 东北地区 | 黑龙江省         | 哈尔滨市、齐齐哈尔市                                                                                           |
| 华东地区 | 上海市           | 全市 |
| 华东地区 | 江苏省           | 南京市、无锡市（含江阴）、苏州市（含昆山、常熟、张家港、太仓）、常州市、南通市、扬州市、盐城市、宿迁市、淮安市 |
| 华东地区 | 浙江省           | 杭州市、宁波市、绍兴市、温州市、湖州市                                                                         |
| 华东地区 | 安徽省           | 合肥市 |
| 华东地区 | 福建省           | 福州市、厦门市、漳州市、泉州市                                                                                 |
| 华东地区 | 江西省           | 南昌市、赣州市、景德镇市                                                                                       |
| 华东地区 | 山东省           | 济南市、烟台市、高密县、泰安市                                                                                 |
| 华中地区 | 河南省           | 郑州市、焦作市                                                                                                 |
| 华中地区 | 湖北省           | 武汉市、宜昌市                                                                                                 |
| 华中地区 | 湖南省           | 长沙市、衡阳市、邵阳市、岳阳市、郴州市                                                                         |
| 华南地区 | 广东省           | 广州市、东莞市、深圳市、湛江市、佛山市、中山市、惠州市、珠海市、汕头市                                         |
| 华南地区 | 广西壮族自治区   | 南宁市、北海市、桂林市、柳州市                                                                                 |
| 华南地区 | 海南省           | 海口市、三亚市                                                                                                 |
| 西南地区 | 四川省           | 成都市、绵阳市（城区、盐亭）宜宾市、泸州市、广元市、西昌市                                                     |
| 西南地区 | 贵州省           | 贵阳市、六盘水市、遵义市、都匀市、凯里市                                                                       |
| 西南地区 | 云南省           | 昆明市 |
| 西南地区 | 西藏自治区       | 无 |
| 西北地区 | 陕西省           | 宝鸡市 |
| 西北地区 | 甘肃省           | 兰州市 |
| 西北地区 | 青海省           | 西宁市 |
| 西北地区 | 宁夏回族自治区   | 银川市 |
| 西北地区 | 新疆维吾尔自治区 | 乌鲁木齐市、喀什市                                                                                             |

## 华北地区

### 北京市
1985年，北京率先限摩，例如停发牌照以及不让摩托车驶入三环以内。1997年12月9日发布的北京市道路交通管理规定第二十条：驾驶京Ｂ号牌或外省市号牌的摩托车，不准进入三环路以内（不含三环路辅路）道路行驶。2014年4月11日起，外埠摩托车将全天禁止进入北京市六环路。2017年12月28日北京市密云区人民政府发布《北京市密云区人民政府关于对部分机动车采取交通管理措施的通告》，从2018年1月8日开始，东至檀西路（含）、南至水源路（不含）、西至果园西路（含）、北至新北路（含）四至范围内的道路，全天24小时禁止农用车、畜力车、摩托车、拖拉机通行。 2018年5月30日起，北京西黄城根北街、西黄城根南街、西安门大街（西四南大街至西什库大街之间路段）、西四东大街禁止摩托车、大型载客汽车（公共电、汽车除外）通行。2018年7月31日，北京市公安局公安交通管理局发布《再次重申：我市关于摩托车相关行驶规定》：（一）长安街（新兴桥至国贸桥），7时至20时，禁止摩托车通行。（二）二、三、四、五环主路，全天禁止摩托车通行。（三）四环路（不含辅路）以内道路，禁止京B号牌摩托车行驶。（四）外省、区、市核发号牌(含临时号牌)的摩托车，全天禁止进入六环路(不含)以内道路行驶。（五）六环路（含）以内道路禁止正三轮摩托车行驶。其他道路摩托车禁限规定，请以道路具体标志为准。2018年12月1日，北京市公安局公安交通管理局发布《2019年1月1日起对大兴新城部分道路采取交通管理措施》，京开高速公路西辅路(含)、南五环路(不含)、京良路南五环至芦求路之间路段(含)、芦求路(不含)、佟前路(含)、永华路(含)、兴华大街(含)、林校北路(含)围成区域以内道路，禁止摩托车通行(不含京良路南五环至芦求路之间路段)。对于住在大兴新城内部的居民，可以携带摩托车全套手续、身份证、驾驶证、禁行区房产证/租赁合同、居委会证明、单位证明等前往大兴交警支队进行登记备案。备案后的车辆及驾驶员，可以不受到昼夜禁行规定的限制。突破禁摩（限摩）规定的摩托车驾驶人，处100元罚款，记1分。

### 天津市
1992年8月1日，禁止摩托车在天津市区11条道路通行；禁止外埠摩托车在中环线（含）以内道路通行。1994年7月1日，不再向摩托车核发津A牌照，只核发津C牌照，而且禁止津C牌照摩托车在中环线以内道路行驶； 1997年3月5日，对市内六区单位和居民不再核发摩托车牌照；1998年6月12日，实行了天津市在用摩托车13年报废制度；2002年12月1日，取消了摩托车报废更新及丢失、损毁更新登记，实行了摩托车使用期满13年强制报废制度，不再予以更新。同时，天津市市还相继在中环线以内的南京路、围堤道、泰安道等32条道路实施了摩托车限行措施。2005年12月16日天津市发布《天津市公安局关于逐步扩大摩托车限行范围的通告》，2006年7月1日起，禁止津Ａ牌照摩托车在中环线以内道路通行，包括中环线；禁止津Ｃ牌照、外埠牌照摩托车在外环线以内道路通行，不包括外环线。2007年5月1日起，禁止津Ａ牌照摩托车在外环线以内道路通行，不包括外环线。

### 河北省

#### 石家庄市
- 2011年12月6日，石家庄市公安交通管理局发布《石家庄市市区道路交通安全管理通告》，规定登记注册在二环路以外的摩托车,禁止进入二环路（含）以内道路通行。登记注册在二环路以内的摩托车，7：00至20：00禁止在二环路以内下列路段通行：中山路、裕华路、和平路、槐安路、友谊大街、维明街、中华大街、平安大街、建设大街、体育大街、建华大街。有效期自2011年3月1日始至2013年2月28日止。[26][27]
- 2015年12月22日，石家庄市公安交通管理局发布《石家庄发布关于市区道路通行管理通告》，规定摩托车全天禁止以上车型在市区二环路（含）以内道路、二环至三环之间主干道延伸（连接）线内道路以及石家庄高新技术产业开发区昆仑大街、秦岭大街、天山大街、黄河大道、长江大道、珠江大道路段通行。以上车型在三环路辅路通车后通行三环辅路，禁止进入主路行驶。有效期自2016年1月1日始至2018年12月31日。[28]
- 2018年12月20日，石家庄市公安交通管理局再次发布《石家庄发布关于市区道路通行管理通告》，宣布摩托车禁止在市区三环路、古城西路、友谊北大街(北至学府路）、学府路（友谊北大街至107国道）、107国道（北至学府路）、古城东路道路范围以内（含）行驶，有效期自2019年1月1日始至2021年12月31日。[29]
- 2021年12月9日，石家庄市人民政府发布《石家庄市人民政府关于市区道路通行管理的通告》，规定摩托车（包括燃油、电动两、三轮车）全天限制通行三环路（含主路、辅路）以内道路，自2022年5月1日起施行。[30]
- 2024年8月22日，石家庄市人民政府发布《石家庄市人民政府关于市区道路通行管理的通告》，规定摩托车限制通行三环路（含主路、辅路）以内道路、复兴大街（安济路至衡井公路），自发布之日起施行，有效期五年。[31]

#### 秦皇岛市
2014年6月10日，秦皇岛交警支队发布《秦皇岛市区限行须知》规定，海港区东港路以西，西环路以东，北环路以南（含北环路）全天禁止摩托车通行。长江道泰山路至西外环县区摩托车全天禁行。秦皇西大街（开放广场——祁连山路）全天县区摩托车全天禁行。

#### 邯郸市
2014年6月24日，河北公安交管网发布《邯郸市区限行禁行一览》，显示自2014年1月1日起，主城区秦皇大街以西（含）、西环路以东、南环路以北、北环路以南范围内（不含外环路）禁止摩托车通行。确需在市内通行的，须到市公安交警部门办理通行证，行驶当中不得超过城市道路设计时速。渚河路以北、滏西大街以西、联纺路以南、浴新大街以东范围内（含本路）不再办理通行证。2018年6月19日，邯郸交警发布《邯郸市公安局关于加强主城区道路交通管理的通告》，对摩托车实施限行，主城区东环路（含北环路至东环南延立交桥下，不含东环南延立交桥至邯大线）以西、南环路（不含本路）以北、西环路（不含本路）以东、北环路（不含本路）以南及东环路以东区域：东环路以东，人民路（含本路）以北，秦皇大街（含本路）以西，邯临路（耒马台环形交叉口至京港澳高速立交桥西口路段，不含本路；京港澳高速立交桥西口至秦皇大街路段，不含本路）以南区域范围内禁止摩托车通行，确需进入限行区域道路的，到市公安交警部门办理通行证件，按规定时间、路线通行。有效期为2018年7月15日至2020年7月14日。

#### 唐山市
市区建设路，新华道、北新道、南新道等道路早7至——晚9点限摩（此信息未得到官方信息确认，存疑中）。

#### 承德市
承德市公安局交通警察支队发布《承德市公安局交通警察支队关于调整主城区摩托车、三轮车限行的通告》，通告自2018年9月1日起开始实施摩托车禁（限）行，每日6:00—20:00，偏岭大桥以北，狮子园路、安远庙环岛以南，钓鱼台路以西，山庄西路（水泉沟）、头道沟环城路、虹云岭隧道、虹云岭路（牛圈子沟信号灯）以东（不包含以上道路）区域内的所有城市道路内限行。

#### 廊坊市
据悉，廊坊市自2000年开始禁（限）摩，目前任然在城区部分道路试行摩托车限行（具体限行细节未知，无法寻找）。2016年7月6日，廊坊市公安交通警察支队发布《廊坊市公安交通警察支队关于调整市区居民办理摩托车类驾驶证及车辆注册登记的通告》，对于摩托车的通行和注册登记全部放开，通告显示：一、开放廊坊市区居民办理摩托车类驾驶证初领、增驾业务；二、开放市区居民办理摩托车类注册登记、转入登记业务；三、摩托车驾驶人应严格遵守市区摩托车限行规定，对不按规定通行的，一律予以处罚。

### 山西省

#### 太原市
2018年12月19日，山西太原交警发布《太原进一步强化摩托车交通安全管理》，对于前期的禁摩规定进行了重申。根据《太原市人民政府关于控制机动车排气污染的通告》（2001年8月23日发布）、《太原市公安局关于对府东街、府西街和解放路道路交通管理的通告》（2002年4月26日发布，同年5月15日开始执行）的规定，目前市区摩托车限行路段：迎泽大街（迎泽桥至火车站段）、府西街、府东街（漪汾桥至建设路段）、解放路（迎泽大街至府东街）；“市区胜利街以南、学府街以北、滨河西路以东，建设路以西，禁止外地牌照摩托车行驶”。2009年10月1日，经市政府同意，草拟并发布了《太原市公安局关于限制摩托车通行的通告》禁行范围：在中心城区全天禁止摩托车通行；在中心城区外围的国道、省道、快速路白天禁止摩托车通行；在小店区、尖草坪区、晋源区政府所在地的主要街道，白天禁止摩托车通行。

#### 忻州市
2014年9月16日起，忻州市开始对摩托车行禁行。禁行区域为南起光明街、北至雁门大道，东起云中路、西至慕山路区域。2015年10月9日,忻州市公安局交警支队发布关于对机动二轮摩托车限制通行措施的通告，忻州城区实行二轮摩托车限行。禁行区域：云中路以西、牧马路以东、旭来街以南、光明街以北。

### 内蒙古自治区

#### 呼和浩特市
2016年9月1日起，呼和浩特市的摩托车禁止驶入快速路主道辅道及快速路以内市区道路。东起银河北路与南快速路相交处，以银河北路为界以西区域道路（不含银河北路）。西至昭君路，以昭君路为界以东区域内道路（含昭君路南快速路至银河北路路段）。北起南快速路，以南快速路为界以南区域内道路（含南快速路）。南至银河北路，以银河北路为界以北区域内道路。上述4段道路所围区域内道路禁止摩托车驶入。新华东街：东快速路至机场转盘路段主道禁止摩托车驶入。禁行时间为全天24小时。

#### 鄂尔多斯市
自2011年6月11日，开始试行禁摩，禁行区域为市区纺织街以北（不包括纺织街）、伊煤路以南（包括伊煤路）、那日松路以西（不包括那日松路）、铁西东环路以东（包括东环路）的区域。禁行时间。早晨8：00—9：00；中午11：30—12：30；下午14：00—15：00；傍晚17：00—18：30。
2024年11月29日起，东胜城区解除相关禁令。

#### 包头市
包头市公安局交通管理支队发布《关于系统调整包头市城区交通组织管理措施的通告(征求意见稿）》，2018年11月1日起，摩托车（二轮摩托车、三轮摩托车、轻便摩托车）：每日的7时至20时，禁止在白云路的青年路至友谊大街段、少先路的白云路至幸福路段、林荫路的团结大街至友谊大街段、团结大街的白云路至富强路段、民族西路的团结大街至友谊大街段、青年路的白云路至幸福路段、阿尔丁北大街的团结大街至乌兰道段、乌兰道的民族东路至白云路段、富强路的文化路至少先路段、幸福路的文化路至少先路段、繁荣道的富强路至呼得木林大街段、科学路的富强路至呼得木林大街段、呼得木林大街的文化路至科学路段、巴彦塔拉大街的西脑包环岛至南门外大街段通行。摩托车每日的6时至24时，禁止在钢铁大街的一宫环岛至白云路段、文化路的富强路至民主路段、民族东路的友谊大街至文化路段、环城路的红星环岛至工业路段通行。

## 东北地区

### 辽宁省

#### 沈阳市
《沈阳市道路车辆管理办法 沈阳市人民政府第76号令》宣布，2019年3月1日起 ，摩托车禁止在三环绕城高速公路以内道路上通行。

#### 大连市
2015年9月1日起对摩托车进行限行措施，限行区域：东方路以南；松江路（金三角广场至华北路）以南；华北路（松江路至周水前）以东；迎客路（迎客广场至虹港路）以南；虹港路（迎客路至圣林街）以南；圣林街—圣林路—石门山隧道—西部通道北段高架桥（虹港路至红凌路）以东；红凌路（西部通道北段高架桥至凌水路）以东、凌水路（红凌路至黄浦路）以北、黄浦路（凌水路至黑石礁街）以北、黑石礁街以东合围区域（含迎客路、圣林街—圣林路—石门山隧道—西部通道北段高架桥，不含上述其它道路和路段）；限行道路:中山路、人民路、胜利路、高尔基路、五四路、黄河路、五五路、中南路、七七街、南山路、白山路、迎宾路、山峦街、解放路、港湾街、联合路、迎客路、西部通道、东联路、东北快速路。悬挂外省市和我市中山区、西岗区、沙河口区、甘井子区以外区域号段的摩托车全天禁止在限行区域内通行。悬挂我市中山区、西岗区、沙河口区、甘井子区号段的摩托车和所有非机动车，全天禁止在限行道路内通行。

#### 丹东市
2017年11月9日起实施，鸭绿江大街、滨江路禁止摩托车通行。
抚顺市
2014年3月7日起实施，《抚顺城区恢复摩托车注册登记 出台禁行区域》规定，全天限行，新抚区为北至粮栈路，南至东西十路，东至东三街、自由路，西至西五街、武功街的区域。望花区为丹东路、雷锋路、海城街全线。东洲区为浑河南路的东洲交警大队门前至绥化路段、东洲大街全线。顺城区为新城路永城街至宁远街段、临江路永城街至宁远街段，宁远街、新华街、乾安街、站东街、长春街、隆城街、盛城街、长城街、安城街新城路至临江路段的区域。沈抚新城为滨河路全线 。
本溪市
2011年6月17日起实施，《本溪市人民政府关于在城市部分道路禁止摩托车和电动自行车通行的通告》规定，禁止通行的区域为解放路、胜利路、人民路、东明路、市府路、水塔路和北光路。
锦州市
2020年8月17日起实施，《锦州关于调整禁止摩托车驶入道路区域的通告》规定，全天限行，禁止摩托车在松坡路以南（不含松坡路）、南广路以北（不含南广路）、凌西大街以东（不含凌西大街）、解放路与百股大桥路口以西区域内行驶；禁止上述车辆在滨河路（东联路至锦凌水库门前段及东联路至重庆路段）区域内行驶。
阜新市
2012年7月20日起实施，《市区5街部分路段电动三轮车限行公告》规定，全天限行，解放大街将原有的禁行范围扩大到南起建设广场，北至玉龙路，所有类型货车、低速载货汽车、三轮汽车、拖拉机等货运机动车以及所有类型摩托车、人力三轮车均禁行。

## 华东地区

### 上海市
限行政策1 ：悬挂“沪A”“沪B”号牌的普通二轮摩托车、轻便二轮摩托车，全天禁止在下列道路上通行：1.“三纵三横”城市主要干道，包括东纵：中山南路（陆家浜路以北段）—中山东二路—中山东一路—吴淞路—四平路（中山北二路以南段）；中纵：鲁班路（中山南路以北段）—重庆南路—重庆中路—成都北路—共和新路（中山北路以南段）；西纵：漕溪北路（中山西路以北段）—华山路—江苏路—江苏北路—曹杨路（中山北路以南段）；南横：陆家浜路（中山南路以西段）—徐家汇路—肇嘉浜路—虹桥路（中山西路以东段）；中横：延安东路（中山东一路以西段）—延安中路—延安西路（中山西路以东段）；北横：周家嘴路（黄兴路以西段）—海宁路—天目中路—天目西路—长寿路—长宁路（中山西路以东段）。2.淮海中路（西藏南路至常熟路段）、宝庆路（淮海中路以南段）、衡山路（天平路以北段）、世纪大道〔延安东路隧道出口至杨高南（中）路段〕、西藏北路（海宁路以南段）、西藏中路、西藏南路（复兴东路以北段）、北京东路、北京西路（万航渡路以东段，其中万航渡路至成都北路段禁止通行时间为每日7时至19时）。3. 浦东新区部分区域内道路，包括：沿浦东南路—东昌路以及黄浦江边线所围合的区域（不含上述道路）；沿杨高南路—花木路—锦绣路—民生路—杨高中路所围合的区域（不含上述道路）；沿潍坊路—东方路—浦电路—源深路—潍坊路所围合的区域（不含上述道路）。限行政策2：悬挂“沪C”号牌的普通二轮摩托车，禁止在本市黄浦、徐汇、长宁、静安、普陀、虹口、杨浦区，以及上述浦东新区部分区域内的道路上通行。限行政策3：悬挂“沪C”“沪D”“沪E”号牌的轻便二轮摩托车，禁止在以下区域内的道路上通行。沿宁国南路（不含此道路）—杨树浦路（宁国南路至宁国路段，不含此道路）—宁国路（含此道路）—黄兴路（含此道路）—中山北二路（含此道路）—中山北一路（含此道路）—中山北路（含此道路）—中山西路（含此道路）—中山南二路（含此道路）—中山南一路（含此道路）—中山南路（含此道路）—陆家浜路（含此道路）—南浦大桥地面道路以及黄浦江边线所围合的区域。限行政策4：悬挂外省市号牌的摩托车，禁止在以下区域内的道路上通行：1.沿沪太公路—宝钱公路—沪宜公路—外青松公路—沪青平公路—朱枫公路—亭枫公路—S19新卫高速公路—新卫公路—卫六路—沪杭公路以及本市与浙江、江苏省交界线所围合的区域（不含上述道路）。2.沿外青松公路—沪青平公路—复兴路—淀山湖大道—港周路—盈朱路—青赵公路—北青公路所围合的区域（不含上述道路）。限行政策5：城市快速路禁止摩托车、拖拉机、非机动车、行人通行。限行政策6：悬挂 “CR” “DR” “ER” 号牌的普通二轮摩托车，限崇明岛、横沙岛、长兴岛行驶。其他限行区域：黄浦江各隧道禁止普通二轮摩托车（复兴东路隧道下层除外）、轻便二轮摩托车通行。黄浦江各大桥禁止轻便二轮摩托车通行。卢浦大桥禁止通行普通二轮摩托车。上海迪士尼乐园周边禁止普通二轮摩托车、轻便二轮摩托车通行。

### 江苏省

#### 南京市

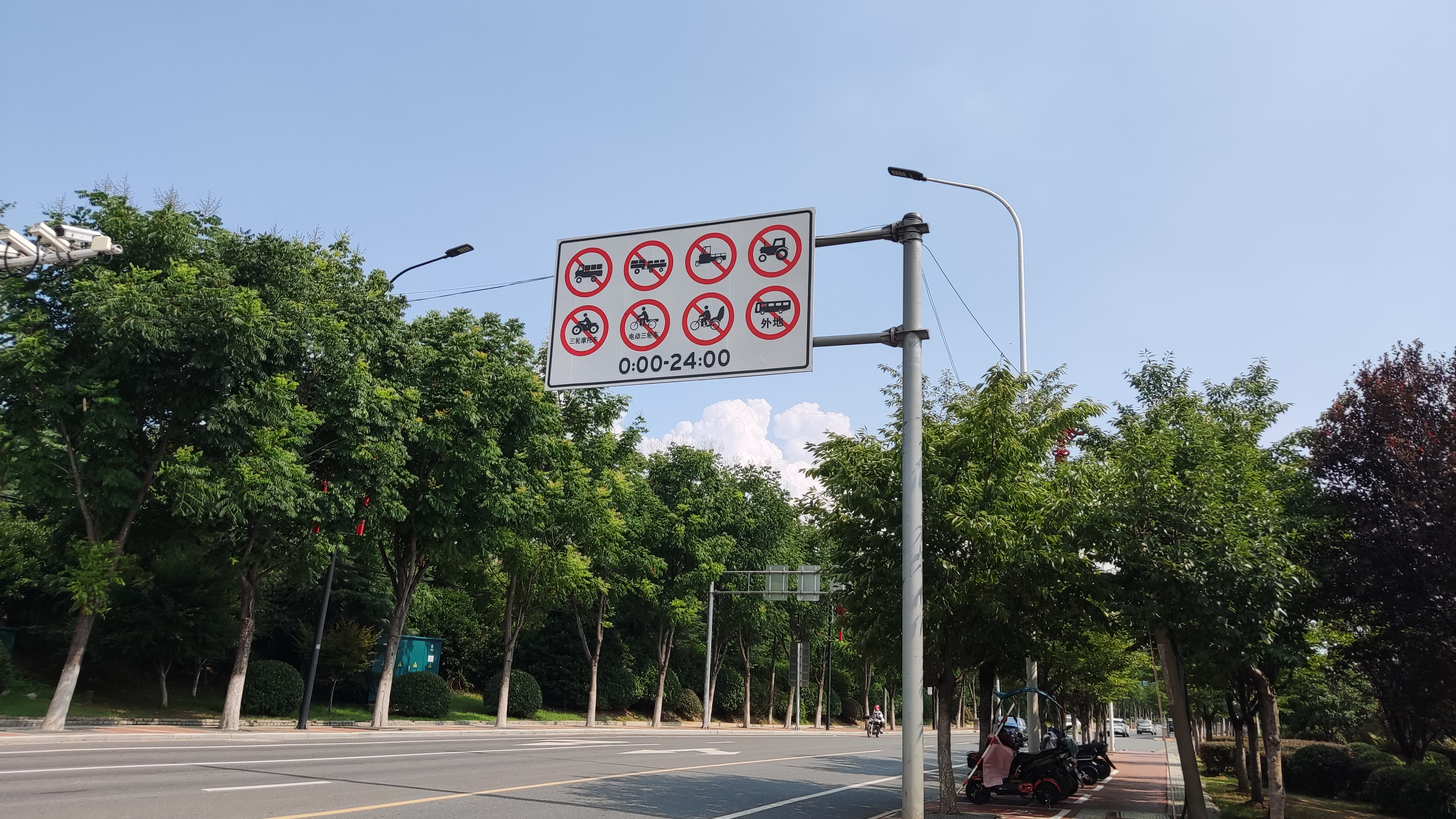
江苏省南京市限摩托车禁摩托车标识

自2007年3月7日起；悬挂外市号牌和本市江宁区、浦口区、六合区、溧水县和高淳县号牌的两轮摩托车、轻便摩托车不得在本市长江以南绕城公路以内（含南京长江大桥）的区域行驶。

#### 无锡市
根据2007年无锡市人民政府颁布的市区摩托车禁行令：江海路市区段（钱皋路至金城路）金城路-环湖路-梁湖路-钱荣路-惠钱路-钱皋路构成的环线以内区域（不含环线道路）摩托车限制通行。

##### 江阴市
2020年9月1日开始，限行时间为全天，限行区域：甲级限行区域内道路上摩托车禁止通行。市区甲级限行区范围：长江边、衡山路、滨江西路、夏东路、芙蓉大道（夏东路一梅园大街）、梅园大街、站西路、大桥南路、芙蓉大道（大桥南路一东外环路）、东外环路（滨江路一类蓉大道）等构成的环线以内道路【其中东外环路（滨江路一芙蓉大道）包含在甲级限行区范围；站西路、大桥南路、类蓉大道（大桥南路一东外环路）包含在乙级限行区范围；西外环路、澄张专用公路及其它构成环线的道路不包括在内】。处罚规定：由公安机关交通管理部门依据《中华人民共和国道路交通安全法》、《危险化学品安全管理条例》、《江苏省道路交通安全条例》、《机动车驾驶证申领和使用规定》等相关法律法规予以处罚。

#### 徐州市
自2022年12月21日起，外地号牌(含铜山区、贾汪区)二轮摩托车(含二轮轻便摩托车)全天不得在以下区域行驶：
1. 三环路以内主城区道路
2. 迎宾大道、汉源大道和古黄河范围内的新城区道路

另外，以下道路全天禁止所有二轮摩托车通行：
1、淮海路(复兴路至三环西路)；2、新淮海西路(二环西路至三环西路)；3、中山路(三环西路二环北路至湖东路)；4、建国路(复兴南路至二环西路)；5、解放路(二环北路至三环南路)；6、复兴路(煤港路二环北路至塔东路)；7、西安路(苏堤南路至环城路)；8、和平路(苏堤南路至三环东路至汉源大道)；9、彭城路(府署街至建国东路)；10、河清路(中山北路至解放北路)；11、二环西路(湖北路至二环北路)；12、二环北路(大庆路至二环西路)；13、如意路(中山南路至湖西路)；14、湖东路(金山东路至中山南路)；15、湖北路(苏堤南路至湖西路)；16、湖西路(湖北路至三环南路)；17、湖南路(湖东路至珠山东路)；18、珠山东路(三环南路至湖中路)；19、珠山西路(三环南路至湖中路)；20、金山东路(湖东路至三环东路)；21、泰山路(解放南路至三环南路)；22、凤鸣路(解放南路至泰山路)；23、迎宾大道(淮海东路至三环东路)；24、苏堤路(中山南路至铜沛路)；25、铜山路(复兴南路至三环东路)；26、民主路(和平路至解放北路)；27、塔东路(解放南路至复兴南路)；28、昆仑大道(迎宾大道至汉源大道)；29、汉风路(富春路至太行路)；30、元和路(富春路至太行路)；31、新安路(汉源大道至楚韵路)；32、彭祖大道(迎宾大道至太行路)；33、楚韵路(迎宾大道至新安路)；34、天目路(迎宾大道至彭祖大道)；35、镜泊西路(昆仑大道至广场二路)；36、镜泊东路(汉源大道至广场一路)；37、庆丰路(城东大道至郭庄路)；38、民祥园路(城东大道至郭庄路)；39、夹河东街(中山北路至解放北路)；40、工农路(矿山路至如意路)。

#### 常州市
2020年7月1日开始，政策一：本地车牌8:00-18:30限行区域青洋路、中吴大道、龙江路、河海路、泰山路、黄河路、河海东路围成的区域内和中吴大道（龙江中路至青洋中路段）。政策二（政策有待确认）：非本市号牌摩托车全天候禁止通行区域①、龙江南路、龙江中路、龙江北路、河海西路、河海中路、衡山路、汉江路、通江中路、黄河东路、河海东路、青洋北路、青洋中路、312国道围成的区域；薛冶路、丽园路、顺园路、黄河西路围成的区域；玉龙中路、黄河西路、汉江路、顺园路围成的区域；新冶路、新昌路、龙江中路、运河路围成的区域；齐梁大道、孟河大道、239省道、338省道围成的区域；东方大道、大明路、富民路、东城路围成的区域。②汉江路（通江中路至衡山路）、衡山路（汉江路至河海中路段）、通江中路（黄河东路至汉江路）、富民路（华丰路至东城路段）、孟河大道（239省道至浦河桥）、新昌路、丽园路（薛冶路至顺园路段）、延陵东路、戚大街、圩墩路、河苑路。③、常州市区与武进行政区划分界以南（不含新312国道）、武南路以北（不含武南路）、夏城路以西（不含夏城路）、淹城路以东（不含淹城路）的中心城区范围。政策三：全天禁摩，摩托车不得在城区丽华北路、关河路、长江中路、中吴大道围成的区域（含边框道路）和中吴大道（龙江中路至青洋中路）以及建东路、河海东路、巫山路、龙城大道、泰山路、汉江路围成的区域和巫山路（龙城大道至河海东路）、龙城大道（泰山路至巫山路）、泰山路（龙城大道至汉江中路）、汉江路（泰山路至建东路）行驶。

#### 苏州市
自2008年1月4日起，全天禁止二、三轮摩托车，轻便摩托车在312国道、阳澄路、双阳路、星华街、新机场路、星塘街、东方大道、吴东路、东吴南路、越湖路、木东公路、金枫路、泰山路、长江路、312国道、苏虞张一级公路、太阳路、227省道分流线以内区域通行（不含上述道路、区域内的312国道除外）。且上述区域内单位、个人的二、三轮摩托车需申领悬挂通行标识，在指定区域通行。每日8时至17时，禁止在人民路（人民桥至平门桥段）、干将路（相门桥至干将桥段）通行，但允许横穿上述道路。
吴江区：G524（不含）以西、云龙西路（不含）以北、S230主线（不含）以东、江陵西路以南区域，；S230主线（不含）以西、湖景街以东、迎宾大道以北、松陵大桥以南。

##### 昆山市
2016年8月1日，昆山市执行《关于扩大摩托车禁行区域通告》，摩托车禁止通行的市区范围：339省道以南、黄浦江路以西、312国道以北、江浦路以东（不含上述道路）；自2008年1月15日起，凡外地摩托车禁止在昆山境内所有道路通行（312国道，339,343省道除外）。对于居住在上述区域内原有牌证摩托车的市民，凭房产证、户口至交警大队办理《通行证》，凭《通行证》按规定的线路、时间通行。

##### 常熟市
本市三环路围合区域内所有道路（不含三环路）禁止摩托车通行。（执行任务的特种摩托车除外）

##### 太仓市
东至四通路(不含)、南至上海交界、西至204国道(不含)、北至天津路区域内的所有道路。

#### 南通市
2019年12月18日发布新的限行政策，区域1：南通市区范围，全天24小时禁止正三轮载客摩托车通行；区域2：南通市区范围由“通沙汽渡—越江路—长江北路—永兴路—永兴大道—工农北路—幸余路—通京大道—江海大道—通富北路—通富南路—振兴西路—裤子港河—长江岸线—通沙汽渡” 围合区域内（不含围合区域的上述路段），全天24小时禁止各类二、三轮摩托车（含轻便摩托车）通行。

#### 扬州市
2003年以来，扬州市区禁摩以来，为推进禁摩工作市车管所不再办理摩托车相关业务。禁止二轮摩托车驶入运河西路、江阳东路、江阳中路、新城河路、四望亭路、扬子江北路、平山堂东路、上方寺路、黄金坝路、竹西路、江都路、五台山路、运河北路围成的区域以内道路（不含上述道路）。

#### 盐城市
禁限行区域为城区大华路、大中路、飞达路、西康路、育红路、东宁路所形成的合围区域（均含上述道路），禁限行区域是每天7时到20时。
另自2024年起，电动两轮轻便摩托车可在上述范围内除城市快速路以外的道路通行。

### 浙江省

#### 杭州市
自2017年8月6日起，本市上城区、下城区、江干区、拱墅区、西湖区、滨江区道路禁止各类摩托车通行。

#### 宁波市
自2010年3月1日起，0:00~24:00，禁止二、三轮摩托车（除执法部门公务车辆和以下规定外）在中心区道路上行驶。
　　（一）除鄞县大道、34省道（鄞县大道以南段）、鄞州大道、金峨路外，禁摩规定适用于封闭圈内及沿线道路；
　　（二）本次新增的注册地在禁摩区域内的摩托车凭行驶证领取区域通行证后，允许继续通行；
　　（三）鄞州区禁摩区域内停止二、三轮摩托车上牌。

#### 温州市
截至2022年，温州市辖区摩托禁行情况如下：
鹿城区：北以瓯江为界，东至三垟大道、上江路、蒲中路、会展路、香源路，西至娄东大街、翠微大道、双南线、泰力路，南至瓯海大道（不含三垟大道、翠微大道、双南线、泰力路、瓯海大道）环线范围内的道路及瓯江路（香源路—龙腾路）、七都大桥，全天24小时，禁止非市区牌的二轮摩托车（执法、抢险、邮政车辆除外，下亦同）
黄龙住宅区东至营楼路，西至康盛路（宁波路），北至双南线，南至康强路（不含康盛路（宁波路）、双南线）环线范围内的道路
东至车站大道，南至锦绣路，西至双南线、勤奋路，北至百里路、江滨西路（不含锦绣路、双南线、勤奋路、百里路、江滨西路）环线范围内的道路，每日17时至19时，禁止市区牌摩托车通行
龙湾区：2021年1月1日起，龙湾行政区域内道路（除境内的330国道、228国道外），每日7时至22时禁止鹿城、龙湾、瓯海以外牌照的摩托车(执法、抢险、邮政等特种车辆除外)上路行驶。
瓯海区：东至园区东路、中心西路，南至朝阳新街、 求知路、中心南路，西至园区西路，北至丁岙河南侧沿河道路（不含园区东路、朝阳新街、园区西路、丁岙河南侧沿河道路）环线范围内的道路。

#### 绍兴市
自2001年起，非绍兴市区（越城区、柯桥区）牌照摩托车全日不得在环城河以内8.3平方公里老城区(包括环城路)行驶。
悬挂市区牌照的摩托车可于晚19时至次日7时（5月1日至9月30日）;为18时至次日7时（10月1日至次年4月30日）驶入上述区域。
解放路(鲁迅路口至胜利路口)、胜利路(解放路至鲤鱼桥)的夜间通行时间为21时至次日7时。

#### 湖州市
自2019年3月1日起，湖州摩托禁行范围如下（执行任务的公务执法摩托车除外）：
主城区块：三环北路、天字圩路、二环东路、二里桥路、环城南路、杭长桥中路、杭长桥北路、同心路围合的区域
长田漾区块：太湖路（含）、弁山大道、同心路、三环北路围合的区域。
滨湖区块：太湖路（含）、滨湖大道、长兜港、太湖围合的区域。

#### 嘉兴市
自2025年5月15日起，排量在250ml及以上的两轮摩托车（无离合换挡式除外）在市区三环线（不含）以内区域每日22:00-次日6:00限行。

#### 台州市
自2024年6月1日起，250ml（含）以上大功率摩托车（无挡式摩托车除外）在在台州限行如下：
（一）椒江区
白云山中路（市府大道至中心大道）、市府大道（机场路至学院路）和枫南路（机场路至东环大道）8:30—17:30、22:00—次日7:00禁行。
（二）黄岩区
县前街（劳动北路至环城西路）8:30—17:30禁行。
（三）路桥区
文化路（财富大道至灵山街）8:30—17:30禁行。
南官大道（路桥大道至文化路）和双水路（银座街至灵山街）8:30—17:30、22:00—次日7:00禁行。
以上限制通行时间和路段，执行任务的军警、消防、应急抢险（修）的摩托车除外。

##### 玉环市
自2024年6月1日起，排量在250CC（含）以上大功率摩托车（无档式摩托车除外）在21：00-次日05:00期间不得在珠城东路、东城路、广陵路（东城路-长乐路）、昌业路（红照路-南兴西路）、南兴路（新漩线-环城南路）、坎鲜线（曾家-鲜迭车站）、曾岭线（全线）、三潭路（漩坎线-陈屿隧道东口）。行驶。

### 安徽省

#### 合肥市
根据《合肥市道路交通安全条例》（修订）相关规定发布公告，自2014年7月1日起，市区一环路以内（不含一环路）区域24小时禁止摩托车通行。 非合肥市区牌照的摩托车不得进入市区二环路以内（不含二环路）以及其他限行区域内的道路行驶。2014年10月1日起，突破禁摩（限摩）规定的摩托车驾驶人，将处罚200元并记3分。2019至2020年，陆续有网友在政府网站留言希望解除合肥禁摩政策。2022年9月开始，合肥关于禁摩（限摩）的政策发生改变，对于违规驾驶员罚款50元至200元记1分。2023年1月，合肥市人大代表王恒提出有关优化摩托车限行的代表建议，交警部门回应称将进一步论证可行性。近期在贴吧、短视频等APP出现声音，称合肥市在禁摩10年后将会解禁。

### 江西省

#### 南昌市
自2016年起，南昌市属号牌以及外地号牌的摩托车、轻便摩托车全天候不得在以下区域内通行：
昌南大道（不含）、生米大桥（不含）、赣江南大道、南龙蟠街、九龙大道的南龙蟠街口至龙兴大街口段、龙兴大街、龙虎山大道龙兴大街口至祥云大道口段（不含）、祥云大道（不含）、枫生快速路、黄家湖东路、黄家湖西路、海棠南路（不含）、海棠北路（不含）、青岚大道昌西大道口至海棠北路口段（不含）、昌西大道（不含）、志敏大道（不含）、庐山中大道的志敏大道口至双港东大街口段、双港东大街、金山大道、丰和北大道、英雄大桥、富大有路、昌东大道的富大有路口至艾溪湖北路口段、艾溪湖北路的昌东大道口至天祥大道口段、天祥大道的艾溪湖北口至紫阳大道口段（不含）、紫阳大道的天祥大道路口至瑶湖西大道口段（不含）、瑶湖西大道（不含）、艾溪湖南路（不含）、昌东大道的艾溪湖南路口至昌南大道口段（不含）合围区域。
但是，过境的摩托车、轻便摩托车允许在祥云大道通行。

#### 赣州市
摩托禁止在市区高架路通行；南门口、瑞金路和八一四大道隧亦禁止。

### 福建省

#### 福州市
城区摩托车限行范围：
　　（一）二环路（含主辅路）以内所有道路禁止摩托车通行。
　　（二）二环路与三环路之间部分道路、区域禁止摩托车通行。
　　（三）火车北站周边区域区域禁止摩托车通行。
五四路（南起北环中路五四路口，北至东浦路五四路口，不含本道路）、
　　东浦路（西起五四路东浦路口，东至站前路站东路口）、
　　站前路（西起站前路东浦路口，东至站前路站东路口）、
　　站东路（西起站前路站东路口，东至沁园支路站东路口）、
　　沁园支路（北起站东路沁园支路口，南至北环东路沁园支路口，不含本道路）、
　　北二环路（东起沁园支路北环东路口，西至五四路北环中路口）围成的区域以内所有道路。
外地摩托车（含本市六县（市）、长乐区）禁止在鼓楼、台江、仓山、晋安行政区域以内的所有道路以及马尾区城区内的道路通行，晋安区鼓岭、宦溪、岭头、寿山、日溪等乡镇山区道路除外。
禁行道路：
1. 工业路（东起西二环南路工业路口，西至杨桥西路工业路口）
2. 上浦路（东起工业路上浦路口，西至江滨西大道上浦路口）
3. 乌山西路（东起乌山西路西二环中路口，西至江滨西大道乌山西路口）
4. 杨桥中路（东起西二环北路杨桥中路口，西至工业路杨桥中路口）
5. 杨桥西路（东起工业路杨桥西路口，西至洪山大桥杨桥西路口）
6. 洪山大桥
7. 金山大桥（含引桥）
8. 三环路主路
9. 绕城高速公路（西起西岭互通，东至福州北桂湖收费站）
10. 机场高速连接线（西起魁岐互通，东至福州东马尾收费站）
11. 新104国道连江至晋安段主线道路（东起连江县琯头岭互通，西至三环路园中互通）

#### 泉州市
市区禁摩范围为：坪山路以西、东湖街、少林路、城北路以南、城西路以东，江滨北路临漳门至刺桐大桥下、宝洲街刺桐大桥北端至坪山路路段以北区域内的道路（坪山路除外，不含以上道路）
此外坪山路主车道（北起坪山路湖心街路口，南至刺桐大桥）、坪山路辅道（北起坪山路津淮街路口，南至坪山路江滨北路路口）、宝洲街（东起坪山路宝洲街路口，西至刺桐大桥）亦禁止摩托车通行。

#### 厦门市
所有类型的摩托不得驶入思明、湖里两区内道路；首次违反规定的，除扣车外，处以一千元罚款,并处暂扣机动车驾驶证六个月；再次违反规定的，处以二千元罚款，可以并处吊销机动车驾驶证。

## 华中地区

### 湖北省

#### 武汉市
依据《市人民政府关于进一步加强摩托车管理工作的通告》，自2019年9月15日起，三环线以内区域(含三环线)全天禁止摩托车通行。

#### 宜昌市
依据《市人民政府关于进一步加强宜昌城区摩托车通行秩序管理的通告》;自2023年1月1日起，限制如下：
- （一）内环区域全天禁止摩托车通行；[註 4]
- （二）外环以内、内环以外的区域7∶00—19∶00禁止摩托车通行；[註 5]
- （三）军、警、消防摩托车不受通行限制。

### 湖南省

#### 长沙市
根据《关于市区部分区域道路禁止摩托车通行的通告》，自2020年4月30日起，北二环、岳麓大道、麓谷大道、枫林路、麓景路、梅溪湖北路、西二环、南二环、湘江路、绕城高速、京港澳高速、香樟路、新花侯路、长沙大道、京港澳高速、汽配城路、锦绣路、福元路、芙蓉北路合围范围（含上述道路）内的道路禁止摩托车通行。

#### 衡阳市
自2022年12月21日起，东风路以西、双桥路以南（湘江北路口至蔡伦大道匝道）、蒸水南路以东（船山西路匝道口至解放大道路口）、衡州大道以北（新园路口至杨柳立交匝道口）围成的区域全日禁摩。
另外，禁行区域或路段以外的城市建成区其它区域或路段限行时段为7:30至8:30；11:30至12:30；17:30至18:30。

#### 邵阳市
自2020年8月1日起，依《关于开展市城区交通问题顽瘴痼疾集中整治的通告》；非邵阳市区号牌摩托车全天不得在以下路段范围内通行和停
放：
塔北路与双坡路交叉路口经双坡路、宝庆东路、建设南路至邵阳大道和建设南路交叉路口为东界；邵阳大道和建设南路交叉路口经邵阳大道、佘湖桥、邵洲路至邵洲路与西湖南路立交路口为南界；高速公路邵阳南收费站沿西湖路、敏州西路、宝庆西路、雪峰路、白公城路、西湖桥、资江北路、资兴路、汽车北站、魏源路、西湖北路至蔡锷广场为西界；从魏源路与西湖北路交叉路口经魏源路、资江一桥、昭陵西路、红星路、双清路、塔北路至塔北路与双坡路交叉路口为北界；界线道路及此区域内的所有道路、里巷。

#### 岳阳市
2007年6月27日起，依据《关于综合整治市中心城区道路交通秩序的通告》，交通高峰期（7：00-20：00）市中心城区中岳阳大道、南湖大道、巴陵中路3条主干道（含机动车道、非机动车道）禁止摩托车通行。

#### 郴州市
2010年11月2日起，除湘L0、湘LA、湘LB、湘L2、湘LN等城区号牌外，禁止湘LG、湘LQ、湘LE等非城区号牌和外地号牌的二、三轮摩托车及不符合有关国家标准的电动车、助力车在以下区域道路上通行。
（一）由107国道、万华大道、五岭大道、青年大道、郴州大道、苏仙路、协作路、劳动路、国庆北路组成的合围区，含组成合围区边界的道路（107国道除外）。
（二）武广高铁郴州西站的站前匝道、进站口、出站口道路。
另自2022年8月起，二、三轮摩托车全天24小时禁止下属范围内道路通行：
- （一）郴州大道—西河路—青年大道—人民路—郴江路—苏仙路—卜里坪大道—南岭大道—107国道—郴州大道—增湖路—塘尾路—晨曦路—郴州大道形成的合围区及合围区边界的道路（107国道除外）。

（二）武广高铁郴州西站的站前匝道和进站口、出站口道路。
（三）机场大道及机场进出道路。

## 华南地区

### 广东省
广州市
截至2021年，以下区域全日禁止所有摩托车驶入。
- （一）市中心区：东至黄埔区与增城区交界处；南至海珠区、黄埔区与番禺区交界处；西至荔湾区、白云区与佛山市交界处；北至北环高速公路（珠江至增槎路）、增槎路（北环高速公路至西槎路）、西槎路（增槎路至石潭路）、石潭路、大冈街（石沙公路至黄石西路）、黄石西路、黄石东路、白云大道北（黄石东路至同泰路）、同泰路、同和路（同泰路至同宝路）、同宝路、沙太路（同宝路至中成路）、中成路、中元路、上元岗东头岗一巷、下元岗东大街、天源路（下元岗东大街至广汕路）、广汕路（天源路至开创大道）、开创大道（广汕公路至广深高速公路）、广深高速公路（开创大道以东）。
- （二）广州大学城：小谷围岛，含小洲便桥、赤坎桥。
- （三）广州火车南站：石洲中路、石洲东路、石都北路（Y886乡道以北）、Y886乡道、石都北路（Y886乡道以南）、韦涌路、大洲路、石洲西路合围的区域。

另外，广州市行政区域内全日禁止外市籍（非粤A牌照）摩托入内。

#### 深圳市
截至2022年，摩托车（含二轮、正三轮、侧三轮摩托车等，下同）禁止情况如下：
- 一、福田、罗湖、南山、盐田、宝安、龙岗、龙华、坪山、光明区内的道路，除107国道（北起莞深交界处，南至新桥立交）、坪山大道（东起惠深交界处，西至白石路）以外，其他所有道路每日0时至24时禁止摩托车行驶。
- 二、大鹏新区内的道路，除坪西路、鹏飞路、葵鹏路、南西路、海滨路、同富路、坪葵路、盐葵路以外，其他所有道路每日0时至24时禁止摩托车行驶。
- 三、对于在我市从事公共设施抢修、警用巡逻所使用的摩托车、经市残联备案的残疾人机动轮椅车，以及按照有关规定注册登记，纳入特种行业备案管理的，不受上述禁止行驶措施限制。

#### 珠海市
自2011年起，未经登记及非粤C牌照不可驶入珠海境内，在金湾、斗门注册的粤C牌照摩托不可驶入香洲区行政区域内。

#### 汕头市
2014年3月1日起；非本市号牌及《汕头经济特区道路交通安全条例》施行后在澄海、潮阳、潮南区、南澳县注册登记的摩托车、轻便摩托车不得进入城市中心区域行驶。

#### 佛山市
依据《佛山市人民政府关于继续实施加强摩托车管理措施的通告》：自2023年起的相关限制如下：
在以下区域延续实施摩托车交通管制措施，全天24小时禁止摩托车行驶：
　　（一）禅城区：除南庄镇以外的区域。
　　（二）南海区：桂城街道东至东平水道、南至与禅城交界处、西至与禅城交界处、北至佛山水道区域。
　　（三）顺德区：佛山新城东至华阳路、南至富华路、西至汾江南路、北至东平水道区域；大良街道东至国泰路、观绿路，南至沿江大道、澄海路，西至顺德大道，北至龙盘北路区域。
　　（四）高明区：荷城街道东至沿江路、南至文华路、西至中山路、北至沧江路区域。
　　（五）三水区：西南街道东至丁字基、西至北江大道、南至北江大堤、北至二广高速公路区域。
另外，警用摩托车以及经批准登记后为城市提供基础服务的邮政快递、抢险救灾（供水、供气、燃气）、治安管理（治安联防、新市民管理、城市管理）等特种行业摩托车不受本通告规定的交通管制措施限制。

#### 东莞市
自2004年8月13日起，非粤S号牌摩托车不得进入莞城、东城、南城、万江和各镇中心区，但107国道（G107）、广下线（S120）、东深线（S255）、从虎线（S256）、平东线（S357）、虎庙线（S358）等国道、省道过境通行除外。
另从2007年9月1日至2009年1月1日，所有摩托车每天9：00-16：00，20：00-次日4：00禁止在环城路内行驶；之后全天禁止。

#### 中山市
自2000年3月1日起，外地摩托车（非粤T牌照）被限制进入中山辖区行驶。
除境内国省道外市辖区范围内的国道、省道过境通行外，不得在下列范围内行驶：
（一）东端： 
从广珠东线番中公路十顷大桥收费站起，限制外地摩托车进入三角、浪网、民众、中山火炬开发区等镇区。 
（二）南端： 
1、105国道珠海上冲检查站出口中山珠海交界处起，外地摩托车不得进入坦洲镇。 
2、坦神公路斗门大桥花坛起外地摩托车不得进入神湾、坦洲等镇。 
3、105国道各路口外地摩托车不得进入三乡、板芙、神湾、坦洲等镇。 
4、逸仙公路下栅边防检查站出口中山珠海交界处起，外地摩托车不得进入翠亨、南朗等镇。 
（三）西端： 
1、岐江公路外海大桥起，外地摩托车不得进入古镇镇。 
2、东岸公路各入口，外地摩托车不得进入古镇、小榄等镇。 
（四）北端： 
105国道细滘大桥，南头大桥，外地摩托车不得进入南头、东凤、黄圃等镇。

### 广西壮族自治区

#### 南宁市
依据《关于南宁市城市道路交通管理的通告》，禁止摩托车在本市绕城环道以内的道路通行，但以下情形除外：
（一）属于本市用于涉及生产、生活必需能源类（电力、燃气、水务）应急抢险和执勤执法的专用摩托车；
（二）2019年3月31日前已经登记为本市区籍的两轮摩托车，禁止在本市快速环道以内区域道路通行，但可以在本市快速环道以外的道路（含快速环道）通行；
（三）2019年3月31日前已经登记为本市区籍的正三轮摩托车，每日21时至次日7时可以在本市快速环道以外的道路（含快速环道）通行。

### 海南省

#### 海口市
现阶段海口的禁摩范围内如下：
白驹大道与琼山大道交叉路口、椰海大道与滨江西路交叉路口、新大洲大道与椰海大道交叉路口、S81公路与椰海大道匝道口、龙昆南延长线与椰海大道交叉路口、椰海大道与学院路交叉路口、椰海大道与丘海大道交叉口、椰海大道与海榆中线交叉路口、海榆中线与南海大道交叉路口、南海大道与科技大道交叉路口、科技大道与海盛路交叉路口、海盛路与长秀路交叉口、长秀路与滨海大道交叉口（往北延伸至海岸线）为分界的连线，与海口市北侧海岸沿线和东侧南渡江沿线（含海甸岛、新埠岛）形成的闭合区域内的所有道路。

#### 三亚市
2022年8月1日起摩托的限行区域如下：
- 凤凰路海虹路口起至下洋田全段及路网覆盖区域；御海路全段及路网覆盖区域；新城路全段及路网覆盖区域；三亚湾路全段及路网覆盖区域；光明路全段及路网覆盖区域；胜利路全段及路网覆盖区域；胜利路建港路口至建港路解放路口路段；解放路全段及路网覆盖区域；榆亚路解放路口至榆亚路狗岭路口路段及路网覆盖区域；狗岭路全段及路网覆盖区域。

- 迎宾路学院路口至海月广场路段及路网覆盖区域；学院路迎宾路口至荔枝沟路路口路段及路网覆盖区域；荔枝沟路凤凰路路口至学院路口路段及路网覆盖区域；海螺一路全段及路网覆盖区域。

- 育新路凤凰路路口至育秀路口路段及路网覆盖区域；育秀路全段及路网覆盖区域；三亚动车站站前广场区域内所有道路；海润路凤凰路路口至高架桥路段及路网覆盖区域。

（以上路网形成的交通闭合区域内所有主次干道、支路和胡同里巷均包含在限行范围内。）
- 鹿回头片区内所有主、次干道，支路、胡同里巷所有道路。

## 西北地区

### 陕西省

#### 西安市[114]
2005年至2009年，禁止摩托车在西安市二环路以内（不含二环路）通行；禁止外埠及本市阎良区、临潼区、长安区和市辖县的摩托车在绕城高速路以内（不含绕城高速路）通行。
2009年至2017年，严禁电动三轮车在绕城高速路以内通行；轻便摩托车、摩托车在二环路（含二环路）以内通行；严禁外埠及本市阎良区、临潼区、长安区和市辖县的轻便摩托车、摩托车在三环路（含三环路）以内通行。
2017年后，《西安市人民政府关于加强道路交通秩序综合治理的通告》已被清理；地面道路事实上不再禁止。

### 青海省

#### 西宁市
2025年3月17日前：各类摩托车每日07:00至21:00不得在下列道路通行：
- 东起湟中路，西至通海路;南起昆仑大道，北至祁连路(的区域范围内（起至道路除外）。
- 朝阳东路、天津路、行知路、海湖路、同仁路高架桥、凤凰山快速路主线及其连结的各匝道。

2025年3月17日后：各类摩托车限制范围如下：
- 东关大街、东大街、西大街、黄河路。（限制时间同上）
- 同仁路、昆仑路、共和路、海湖路、湟水路、峡口路的高架桥；湟中路、祁连路、胜利路、时代大道、群星路、羚羊路、五四西路北城七区下穿隧道；凤凰山快速路主线及其连结的各匝道。（全天候）

### 新疆维吾尔自治区

#### 乌鲁木齐市
中心区域（东二环-S114线-规划西二环围合区域）全天限制摩托车通行。（河滩快速路除外）

#### 喀什地区喀什市
2023年7月30日起，城市道路一环以内(帕依纳普路吐曼路-亚瓦格路-满路-尤木拉克协海尔路-克孜都维路健康路合围区域<均含本路>)全天禁止燃油摩托车通行

## 西南地区

### 四川省

#### 成都市[6]
成都市公安局交通管理局关于摩托车交通秩序管理的通告（2022年8月15日）：为切实加强本市摩托车的管理，维护道路交通秩序，保障道路交通安全与畅通，保护公民人身和财产安全，根据《中华人民共和国道路交通安全法》《四川省<中华人民共和国道路交通安全法>实施办法》以及《成都市摩托车管理规定》等有关法律法规，现就摩托车交通秩序管理有关规定通告如下：
1. 禁止三轮摩托车、三轮轻便摩托车以及发动机排量150毫升以上的两轮摩托车（警用、抢险等特种用途摩托车除外）在成都市绕城高速（G4202）以内（含绕城高速）区域的道路上行驶。
2. 未取得入城证的摩托车全天禁止在成都市三环路以内（不含三环路辅道）以及高新南区剑南大道以东，科华南路、世纪城路、世纪城南路以西，天府四街、天华二路以北（含上述道路），三环路以南（不含三环路辅道）区域内的道路上行驶。
3. 摩托车未经公安机关交通管理部门注册登记、核发行驶证和号牌禁止上道路行驶。
4. 禁止擅自改变外形和已登记的有关技术数据的两轮摩托车、三轮摩托车以及两轮轻便摩托车、三轮轻便摩托车上道路行驶。
5. 驾驶、乘坐摩托车应当佩戴安全头盔，驾驶摩托车应当各行其道，驾驶摩托车载物应当遵守载物规定，驾驶摩托车在道路上行驶不得有追逐竞驶违法行为。
6. 违反本通告的，由公安机关交通管理部门依照《中华人民共和国道路交通安全法》等有关法律法规予以处罚。
7. 本通告自发布之日起实施，有效期3年。
8. 另外，自2021年3月29日起，天府新区湖畔路东、西、南、北段道路禁止三轮摩托车、三轮轻便摩托车以及发动机排量150毫升以上的两轮摩托车（警用、抢险等特种用途摩托车除外）通行。[120]

#### 绵阳市
在2010年6月1日至2025年1月；所有摩托车在涪城区、游仙区、高新区、科创园区的下列路段范围全天禁行：
1. 长虹大道圣水铁路立交桥至绵三路啤酒厂路口以内，南山大桥、南河大桥至中心城区。
2. 绵吴路机场路口至御营坝以内。
3. 仙海大道绵阳师范学院路口至游仙城区以内，科学城绵山路治平路口至游仙城区以内，绵盐路五里沟桥路口至游仙城区以内。
4. 高新区绵兴东路温州商贸城路口至中心城区以内，飞云大道樊华大桥和飞来石大桥桥头至中心城区以内。
5. 科创园二环路范围以内。

所有三轮摩托车在游仙区、经开区、高新区、科创园区下列路段范围8：00—20:00禁止通行。
1. 棉梓路收费站路口至仙海大道绵阳师范学院路口；绵盐路三江大坝路口至五里桥路口。
2. 经开区绵三路（长虹PDP路口至红南路口），涪滨路景观大道，南湖街、板桥街、机场东路、南山路。
3. 高新区磨家收费站路口至温州商贸城楼口，金家林收费站至科创园二环路口。

##### 盐亭县
自2013年4月1日起，摩托相关限行如下：
以下范围内全天禁止燃油摩托车行驶
东以红光东路通力公司大修厂路口为界，南以两江广场三岔路口交汇处为界，西以昙云路县肿瘤医院大门外路口为界，北以弥江路上段人寿保险公司路口、文同干道瑞地滨江楼盘路口为界范围内的县城区域
电动摩托在夏秋季7：30至22：00、春冬季8：00至21：30时不得在以下范围内行驶。
东以东门廊桥新车站桥头路口为界，南以弥江路康复医院路口为界，西以昙云路县肿瘤医院大门外路口为界，北以上北街安居大厦左右两侧路口为界范围内县城区域。

#### 泸州市
自2010年4月1日起，二轮摩托车限行范围如下：
北面龙马大道以南、南面大梯步X弯道以东、西面丹霞路、怡景路以东、东面小市半边街以西的区域。
其中，江阳主干道从沱江一桥南桥头至龙透关全线为二轮摩托车（包括持有入城证的二轮摩托车）禁止通行区域。

#### 凉山州（西昌市）[126]
1. 禁行区域：东以望月大道为界（含望月大道）、西以宁远大道为界（宁远大道迎宾大道路口）、南以南山大道为界（含南山大道）、北以北环线为界。
2. 禁行路段：宁远大道、宁远大道西延线全线、航天大道北一段（山丫口至小庙路段）、观海路全线、海滨中路（海滨北路路口至缸窑）、南山大道全线、阳光西路至环湖北路、高铁大道全线、迎宾大道全线、川航大道、航天大道七段、环海路一段、环海路全线、南环线全线、菜子山大道、太和大道、朝阳路、中航西路、永贤路。全天禁止三轮摩托车、三轮轻便摩托车、发动机排量150毫升（不含）以上的二轮摩托车上路行驶，执行任务的军用、警用、消防救援等特种摩托车不受限制。
3. 限行路段：三轮摩托车、三轮轻便摩托车、发动机排量150毫升（不含）以上的二轮摩托车，在每日8:30—17:00时段内可驶入北环线（迎宾大道路口至航天大道七段路口）路段。
4. 自2024年11月15日起施行。